# Carnisser de collar
El carnisser de collar (Cracticus torquatus) és una espècie d'ocell de la família dels artàmids (Artamidae)

## Hàbitat i distribució
Habita el bosc obert, selva i matolls a través d'Austràlia Meridional, Nova Gal·les del Sud i Victòria. Tasmània.